# Château de La Trémolière
Le château de La Trémolière est situé sur la commune de Anglards-de-Salers dans le Cantal, en France.

## Historique
Le fief appartenait à l'origine à la famille de Tournemire des seigneurs de Leybros.

### Famille de Vigier
- Avant 1592, Antoine de Vigier, sieur du Verdier, fils de François Vigier, sieur de Retortillade près de Salers, et d'Anne-Françoise Chalvet, riche bourgeois de Salers, marié depuis 1572 avec Gilberte Seriers, fille d'Antoine, seigneur de seigneur de Bellinay et de Claudia Bayard, achète La Trémolière à N de Tournemire, sans doute pour y établir son fils.
- Jacques-Antoune de Vigier, seigneur de Prades, de Loupiac (paroisse de Pleaux), coseigneur de Saint-Christophe-les-Gorges, est seigneur de La Trémolière. Il fut homme d'armes du maréchal d'Albret en 1597 et servit au ban de 1635[1]. C'est sans doute lui qui fait construire le château qu'on voit aujourd'hui. De son mariage le 28 février 1593 avec Madeleine de Roffignac, il eut quatre enfants dont un fils Louis, seigneur de Prades et deux filles :
  - Catherine de Vigier, dame de La Trémolière, qu'elle apporte par son mariage le 24 septembre 1640 avec Jean de Monclar, fils de Petre-Jean, seigneur de Fournols, et de Marguerite Chancel.
  - Madeleine de Vigier, qui épouse Jean de Scorailles, fils de François et Jeanne de Saint-Chamans, le 19 janvier 1625.

### Famille de Montclar
- Jean-Antoine de Montclar, seigneur de Fournols et de La Trémolière, se marie en 1640 avec sa cousine Gilberte de Montclar, fille de François et de Simone de L'Orme, laquelle avait hérité de la série des dix tapisseries de verdure de ses grands parents, Guy de Monclar, seigneur de Montbrun à Méallet et Renée de Chaslus d'Orcival. Ils eurent au moins un fils qui hérita de La Trémolière :
- Louis de Montclar, seigneur de La Trémolière, qui épouse en 1690 Louise Lescurier, fille de Louis-François et de Marguerite de Valens.

### Famille Planchard de Cussac
Leur petite fille:
- Angélique de Montclar, héritière de La Trémolière, épouse le 28 décembre 1795 Alexis Planchard de Cussac, sous-préfet de Mauriac. Devenue veuve en 1826, elle vend La Trémolière à sa nièce, Anne-Angélique Planchard de Cussac (1834-1839), femme de Guillaume Rongier, avocat à Mauriac. Ils ont trois filles, dont:
- Stéphanie Rongier, née en 1825 à Mauriac, mariée en 1845 à Augustin de Courboulès de Montjoly, qui vend en 1855 le château de la Trémolière à la commune d'Anglards-de-Salers pour en faire un presbytère.

En 1903, les lois contre l'Église catholique mettent fin à l'affectation comme presbytère, le château est visité et les tapisseries découvertes dans le grenier.

## Description
La Trémolière est un fief attesté au XVe siècle avec un château constitué d'un corps de logis de plan rectangulaire à trois niveaux flanqué d'une tour d'escalier ronde hors œuvres datée 1685. La porte de la tour escalier peut être datée de le deuxième fin du XVIe siècle.
L'édifice a été inscrit monument historique le 14 octobre 1963, puis en partie classé le 2 mars 1981 (façades, toitures et tour d'escalier, et les deux pièces lambrissées au premier étage et les deux du deuxième étage).

### Collections et décors
L'intérieur est un bon exemple de décor d'une château campagnard auvergnat.
Il présente une série exceptionnelle de dix tapisseries d'Aubusson à motif de verdure et de bestiaire fantastique du XVIe siècle retrouvées en 1909 à l'état d'épave dans le grenier du château, classées monument historique puis restaurées. 
Cette série de dix tapisseries, probablement onze à l'origine, portent pour trois d'entre elles les armes de communauté de Guy de Montclar, seigneur de Montbrun, (d’azur au chef d’or) et de Renée de Chaslus (d'azur au poisson d'or en bande avec 5 étoiles de même), fille de Jean, seigneur d'Orcival, et de Jeanne de Chabanne de Madic, mariés le 8 octobre 1586. Elles ont été fabriquées dans les ateliers limousins d'Aubusson ou plus probablement de Felletin, sur un carton qui ressemble aux tapisseries des Flandres de cette époque. Elles n'ont pas été faites à l'origine pour le château de la Trémolière qui n'est entré dans la famille de Montclar qu'en 1640, mais très certainement pour le château de Montbrun à Méallet dans le Cantal qui avait été reconstruit après sa destruction par les Espagnols en 1452, et qui présentait selon un inventaire de 1683 un donjon carré crénelé et plusieurs tours ronde.
Ces dix tapisseries ont été exposées au musée Bargoin de Clermont-Ferrand, à l'occasion de l'exposition Verdures, du tissage aux pixels du 15 février au 21 mai 2017.
Les salles sont ornées de boiseries XVIIIe siècle avec des du peintures sur trumeaux disposés au-dessus des cheminées, des portes ou des placards. Ces peintures seraient dues à l'atelier de la famille Fabry.
Chaque été depuis 2011, le château de La Trémolière accueille des expositions d'art contemporain en lien avec le château, ses tapisseries et son jardin  à travers son cycle "les expos d'été du château de La Trémolière. Ont été exposés : Henri Cueco en 2011, Nils-Udo en 2012, Jacques Bosser en 2013, Bertrand Gadenne en 2014, Roland Cognet en 2015 et Georges Rousse en 2016. L'exposition 2017 sera consacrée à Anne-Sophie Emard[Passage à actualiser].

## Le verger de Déduit

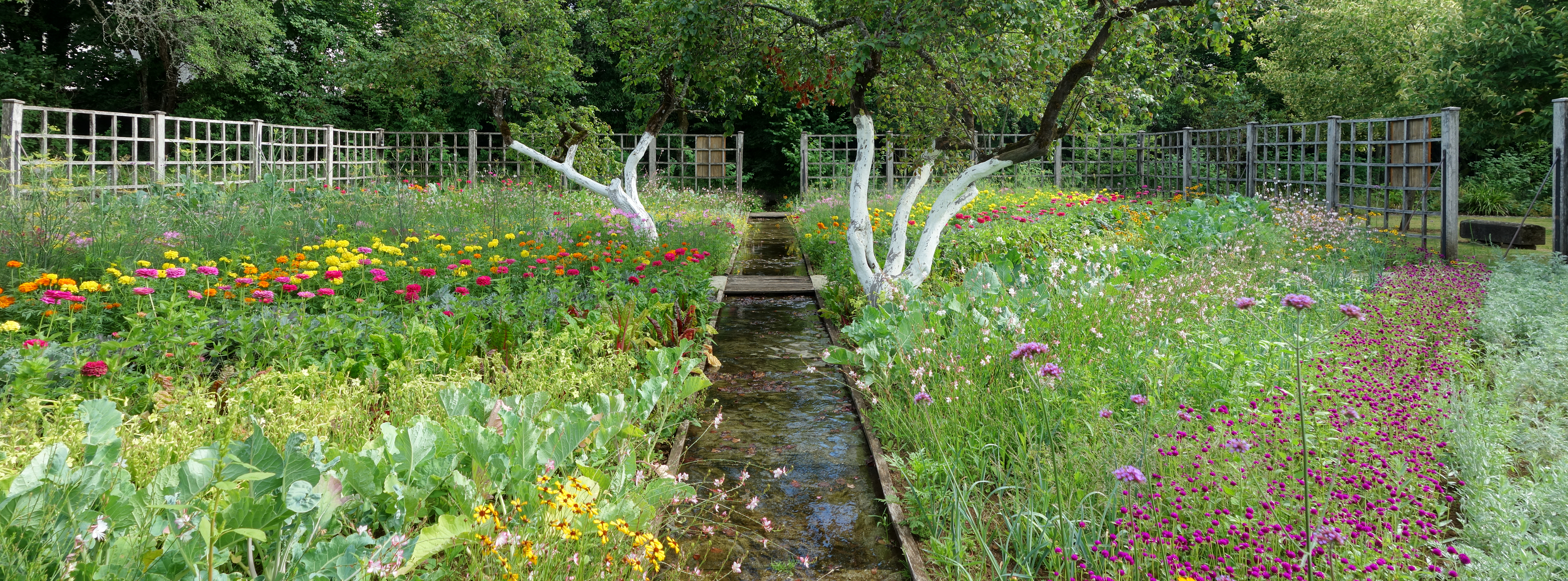
Château de la Trémolière-Jardin.

Le verger de Déduit est un jardin de composition contemporaine sur le thème du bestiaire fantastique des tapisseries et du Roman de la rose (inventorié comme jardin remarquable).